# Guillem de Torroella
Guillem de Torroella (també escrit Torroelha) fou un poeta mallorquí (d'ascendència empordanesa), que va viure durant el segle xiv (es pensa que nasqué cap al 1348). Va escriure La faula, en occità acatalanat i algun fragment en francès al voltant del 1370. La faula ha estat reeditada l'any 2007 dins la Biblioteca d'Escriptors Mallorquins a cura d'Anna Maria Compagna Perrone, així com per l'Editorial Barcino l'any 2020, de la mà de Lola Badia.

## La faula
La faula és un conte escrit per Guillem de Torroella, inserit en la matèria de Bretanya, en el qual explica en primera persona la història del seu rapte a l'Illa Encantada organitzat per la fada Morgana que, amb la presència de Torroella, vol acabar amb la tristesa invencible del seu germà, el rei Artús. La presència del foraster consola el rei, el qual havia caigut en una profunda tristesa a causa de la decadència dels valors cavallerescos. El rei Artús, finalment, encomana a Torroella una missió: tornar al món real i explicar tot el que ha vist.
L'acció comença a la Vall de Sóller, a Mallorca. Torroella, cavalcant, arriba fins al port de Santa Caterina on veu sobre una «roca» un papagai. Torroella mentre contempla l'ocell decideix acostar-s'hi, però, just en aquell moment la «roca», que en realitat era una balena, se l'emporta a través del mar fins a arribar a l'Illa Encantada (Sicília per a molts estudiosos) on començarà la seva aventura i coneixerà el famós rei Artús. Allà descobreix que està afligit per la pèrdua de valors de la cavalleria i rep com a missió explicar les meravelles que ha vist.
Aquest llibre va servir de referent per a alguns escriptors posteriors com Bernat Metge, Anselm Turmeda i Joanot Martorell.